# Карл Фердинанд Зон
Карл Фердинанд Зон (нім. Karl Ferdinand Sohn; 10 грудня 1805, Берлін — 25 листопада 1867, Кельн) — німецький історичний живописець і портретист.

## Біографія та творчість
Навчався в Берлінській академії, потім у приватній майстерні Вільгельма Шадова і, разом з ним в 1826 році переселився в Дюссельдорф. Здійснивши мандрівку до Нідерландів і провівши якийсь час в Італії, повернувся в Дюссельдорф та отримав в 1833 році місце професора в місцевій академії, яке й займав до кінця свого життя. Таким чином він став одним із засновників дюссельдорфського малярського осередку, якому завдячує своїм розвитком більшість сучасних йому представників. Одним з учнів Зона в Дюссельдорфі був відомий художник, який з'єднав в своїй творчості риси романтизму та раннього символізму, племінник філософа Людвіга Феєрбаха — Ансельм Фейєрбах (Anselm Feuerbach, 12 вересня 1829 — 4 січня 1880).
Краса та завершеність композиції, правильність і виразовість малюнка та елегантність кисті — головні переваги його картин, які високо цінувалися в свій час. Його фарби не відрізняються особливою теплотою і блиском, але є вельми гармонійні і дають надзвичайно пластичне враження. З кращих його творів історичної тематики можна назвати: «Рінальдо і Арміда» (1827), «Гілас, якого німфи затягують до води» (1829; в Берлінському національному музеї), «Дві Леонори» (1834), «Ромео і Джульєтта» (1836) і «Лорелея» (1853). Тонка характеристика зображуваних облич і дивовижна витонченість виконання — відмінні якості портретів роботи цього художника. В останні роки життя Зон надавав перевагу в творчості чуттєвому натуралізму, який втілював у численних жіночих портретах.
У Карла Фердинанда Зона було два сина, які теж стали художниками — Пауль Едуард Ріхард Зон (1834—1912) і Карл Рудольф Зон (Carl Rudolph Sohn, 1845—1908), відомий також, як Карл Зон-молодший. Його племінник та учень Вільгельм Зон (1830—1899) також був відомим художником. Його донька Марія (1841—1893) стала дружиною німецького живописця Карла Гоффа.
Роботи Зона знаходяться в колекціях музеїв Німеччини: в Бонні, Кельні, Дюссельдорфі, Франкфурті, Карлсруе, Лейпцигу, Мангаймі, і в музеях Європи — в Лісабоні, Екс-ла-Шапелі, Осло, Познані і Калінінграді.